# Pablo Pedro Astarloa

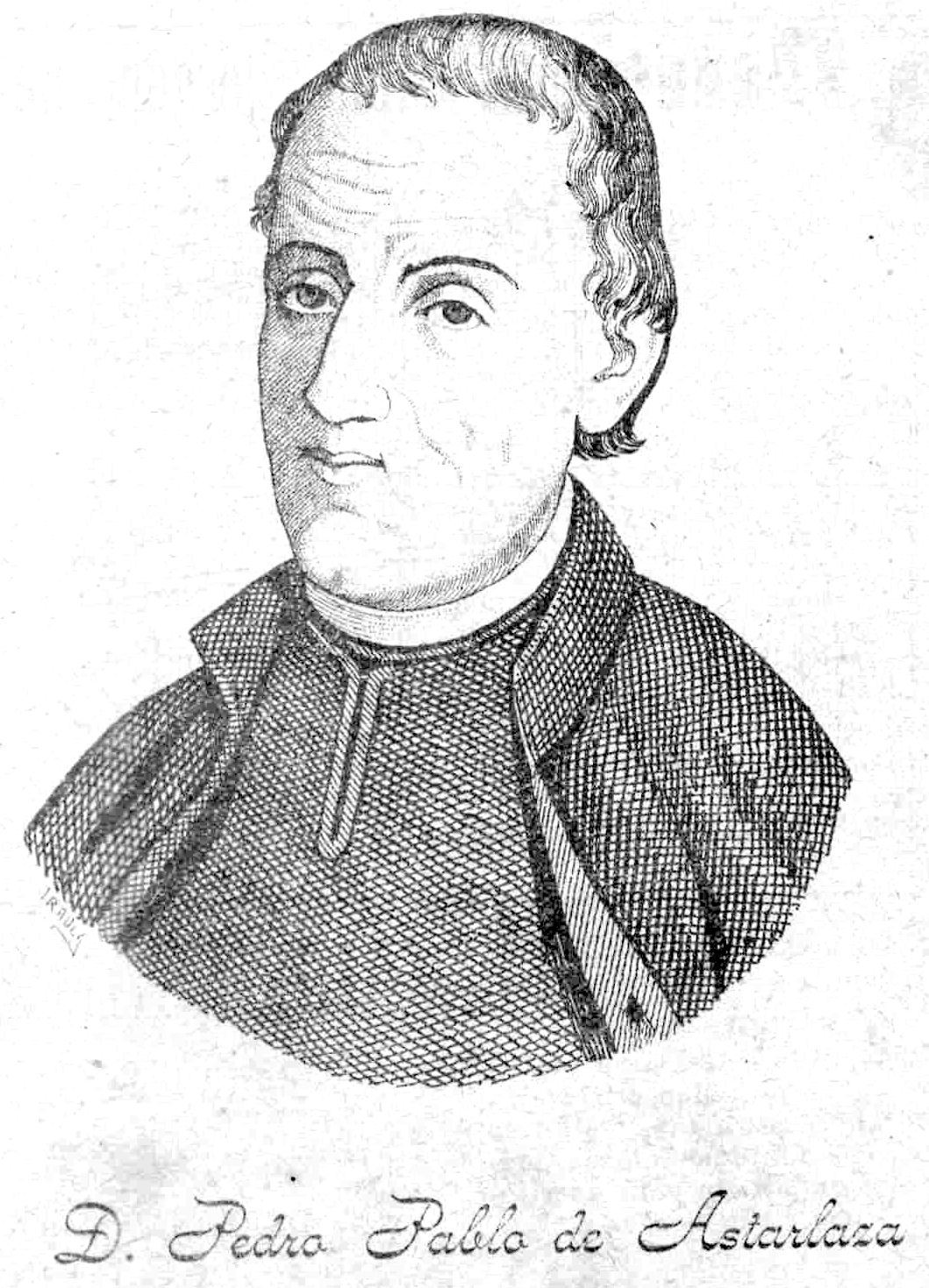
«D. Pedro Pablo de Astarloa»

Pablo Pedro de Astarloa y Aguirre (Durango, 29 de junio de 1752-Madrid, 2 de junio de 1806) fue un sacerdote, filólogo, lingüista y lexicógrafo español, destacando en sus trabajos sobre la lengua vasca.

## Biografía
Ordenado sacerdote, llegó a conocer catorce lenguas, entre ellas el hebreo, el árabe, el caldeo y el griego. En 1797 fue acusado por las autoridades eclesiásticas, cumpliendo prisión en Logroño. En 1799 su precaria economía, afectada por la guerra y la desamortización, se restablece al obtener ración entera de beneficiado en el cabildo de Durango y coincide con Wilhelm von Humboldt, que estaba realizando uno de sus viajes y que pasa varios días en su casa.
En aquella época ya había comenzado Astarloa sus estudios sobre el euskera con una primera obra El arte bascongado, siendo reconocido por su labor por don Antonio María de Letona, que le recomendó a Lorenzo Hervás tributándole diversos elogios:

"Mucho celebro haya tomado vuestra merced correspondencia con el Sr. Campos, fino amigo mío, que por su celo y buenos sentimientos es caballero digno de aprecio; pero no celebraría menos, para mejor satisfacer sus ideas literarias, el que se correspondiese vuestra merced con un beneficiado de este pueblo, llamado D. Pablo de Astarloa, de quien le hablé a vuestra merced largamente en Roma, pues creo que ni el padre Larramendi, que es el patriarca por excelencia que ha tenido este país, ha llegado a profundizar nuestro desnaturalizado bello idioma como lo hará ver antes de mucho en una ingeniosa obra que tiene ya escrita (el Arte Bascongado). Es un sujeto, por carácter y conocimientos filósofo, gran crítico, y con ardiente pasión al estudio de su nativo idioma. Puedo asegurarle a vuestra merced que es el único que ha habido y le hay en este país." (Carta de Antonio María de Letona a Hervás, julio de 1799.)

La labor de intermediación entre Astarloa y Hervás fue realizada por José Antonio de Campos y Juan de Leiza al que remiten diversas epístolas, según dicha correspondencia Astarloa envía documentos a Hervás para su aprobación, realizando Hervás ciertas correcciones a los mismos. En 1802 Astarloa se fue a Madrid, donde ya había estado de viaje con anterioridad y allí permaneció hasta su muerte. Poco se sabe de su vida anterior a 1802 exceptuando cierta correspondencia con Lorenzo Hervás y otros intelectuales de la época.

## Apología de la lengua vascongada
Tras los estudios histórico lingüísticos se escondían reivindicaciones políticas. A finales del siglo XVIII y principios del XIX en las provincias que hoy se corresponderían al País Vasco y Navarra, existía una intensa labor intelectual que reivindicaba la especificidad regional siendo la pureza lingüística un elemento esencial del discurso amparado por los gobiernos provinciales.
Por el contrario, desde el centralismo del liberalismo reformista impulsado por Godoy y desde dos años después de la creación de la Real Academia de Historia española en 1738, existía el proyecto de crear un Diccionario geográfico-histórico de España. Joaquín Traggia Uribarri realizó un primer informe para la creación de dicho diccionario en 1797 y desde 1799 dedicó su labor a esta obra, encargándose de las provincias exentas vascongadas y Navarra y finalizó el Diccionario junto con otros autores en 1802.
Polemizó Astarloa con las ideas del citado Joaquín Traggia Uribarri, Juan Antonio Llorente y José Antonio Conde sobre el origen de la lengua vasca, para lo que publicó en Madrid (1803) su obra Apología de la lengua Bascongada o ensayo crítico-filosófico de su perfección y antigüedad sobre todas las que se conocen, en respuesta a los reparos propuestos en el «Diccionario geográfico histórico de España».
Sostenía tesis vascoiberistas y defendía que el euskera era la lengua más perfecta y la más antigua del mundo, y tuvo relación con Wilhelm von Humboldt, que estuvo albergado en su casa durante cinco días tal y como refleja en su obra Arturo Farinelli:

"Nunca debió olvidar Humboldt sus paseos en los alrededores de Durango con el autor de la célebre "Apología de la lengua vascongada" D. Pedro Astarloa. Aun muy adelantado el s.XIX, (...) la memoria de las relaciones entre Astarloa y Humboldt era muy viva en esta tierra. Al salir Humboldt de aqui, el sabio de Durango, acababa su "Diccionario del idioma" y su "Diccionario de apellidos y arte extensa", de su obra manuscrita "Plan de lengua, o Gramática Vascongada" Humboldt tomó largos extractos

En ella coincidía con Lorenzo Hervás que afirmaba en su obra Catálogo de las lenguas de las naciones conocidas y numeración, división y clases de éstas, según la diversidad de sus idiomas y dialectos de 1804 que:

A fuerza de investigaciones he descubierto al fin, que tal idioma primitivo en España fue el que hablaron los antiguos vascos ó Vascones, que es el mismo que conserváis en el día con el título de vascuence. Su uso fue universal en toda España antes que en ella entrase nación alguna extranjera; y en los indicados tomos demuestro que las muchas que entraron después por espacio de casi veinte y dos siglos, contados desde el décimo quinto anterior á la era cristiana, y se establecieron y dominaron en ella, habitaron poblaciones fundadas por los que hablaron el idioma vascuence, y que han sido conocidos por los antiguos con los nombres de íberos, cántabros, españoles y tal vez celtíbero

Así mismo, Hervás se refiere a los estudios realizados por Astarloa sobre la división vasca del tiempo en comparación con otras lenguas

"XXVII.- De lo expuesto se infiere que la nación vascongada es una de las pocas que han conservado los nombres primitivos que ella dio a los días de la semana y ha usado siempre ellos"

## Otras obras
Astarloa es también autor de Los Discursos filosóficos sobre la lengua primitiva o Gramática y análisis razonada de la euskara o vascuence y de un Diccionario del euskera. También escribió e imprimió unas Reflexiones Filosóficas en defensa de la Apología de la Lengua Vascongada (Madrid 1804). Se supone que otras varias se conservan inéditas en archivos del País Vasco.

## Importancia y reconocimientos
Sabino Arana, considerado como precursor del nacionalismo vasco, casi cien años después, se basó en las ideas de Astarloa para el desarrollo de su ideología.
Obra de los artistas Bernabé Garamendi (1833-1898) y Serafín Basterra (1850-1927) es el monumento inaugurado con motivo de las "Fiestas Euskaras" el 24 de julio de 1886 en honor a Astarloa, que además fue la primera de Vizcaya en honrar a una persona civil. El coste de 2875 pesetas fue sufragado por suscripción popular con ayuda del Ayuntamiento de Durango
Dicha localidad tiene además una calle con su nombre y concede una beca en su honor.